# لشکرکشی گینه نو
لشکرکشی گینه نو یک سری نبرد است که در جنگ جهانی دوم که از ژانویه سال ۱۹۴۲ و با حمله ارتش امپراتوری ژاپن به پاپوآ گینه نو شروع شد و تا اوت ۱۹۴۵ یعنی تا پایان جنگ ادامه داشت.